# Anion
Anion, též aniont, je záporně nabitý ion, obvykle atom nebo molekula, která přijala elektron, (nebo odevzdala kation vodíku, volný proton). Anion má v elektronovém obalu více elektronů než odpovídající atom. Při elektrolýze putuje směrem k anodě.

## Vznik
Anionty většinou vznikají z elektronegativních prvků, například kyslíku, síry, dusíku nebo halogenů:
N + 3 e− → N3−.
Častěji však vznikají z molekul (například disociací kyselin), např. dusičnanový anion z molekuly kyseliny dusičné:
HNO3 → NO3− + H+
pokud kyselina obsahuje více odštěpitelných atomů vodíku, mohou též vznikat hydrogenanionty, např.:
H2SO4 → HSO4− + H+.

## Příklady
- anorganické anionty
  - hydroxidový anion OH−
  - dusičnanový anion NO3−
  - síranový anion SO42−
  - uhličitanový anion CO32−
  - (ortho)fosforečnanový anion PO43−

- organické anionty
  - mravenčanový anion HCOO−
  - octanový anion CH3COO−
  - citrátový anion CH2COO−C(OH)COO−CH2COO−

## Poznámka
V 1. pádě jednotného čísla jsou podle Ústavu pro jazyk český AV ČR, v. v. i., možné dvě formy „anion“ a „aniont“. Ve 4. pádě jednotného čísla je pak přípustná pouze varianta „aniont“.
Na stránkách nakladatelství Maxdorf, předního českého vydavatele odborné lékařské literatury, se v seznamu častých chyb zmiňuje následující: „anion/aniont – dnes se připouštějí oba tvary, dříve byl v 1. p. sg. přípustný pouze „anion“, v 2. p. aniontu“.